# Charles de Beaurepaire
Charles Marie de Robillard de Beaurepaire (Avranches, 24 de marzo de 1828 - Ruan, 12 de agosto de 1908) fue un historiador y archivero francés.

## Biografía
Charles de Beaurepaire descendiente de una familia normanda, instalada en Avranchin desde finales del siglo XVIII y ennoblecida con el cargo de secretario del rey en 1727.
Su padre, Hippolyte Charles de Robillard de Beaurepaire, fue un abogado del colegio de Avranches que murió con 37 años, dejando cinco hijos muy pequeños de los seis habidos de su matrimonio con Sophie-Antoinette Arondel de La Bréhoulière.
Al igual que sus hermanos, el erudito polígrafo Eugène y el historiador Joseph (1830-1906), Charles comenzó sus estudios en el seminario menor de la Abbaye Blanche (Mortain) y los terminó en el colegio de Avranches, donde tuvo entre sus profesores al historiador Édouard Le Héricher. Terminados sus estudios clásicos, ingresó en la École Nationale des Chartes, al mismo tiempo que se licenciaba en derecho, obteniendo el 25 de noviembre de 1850 el diploma de archivero-paleógrafo, defendiendo una tesis titulada Des asiles religieux dans l’Empire romain et en France, publicado dos años después en la Bibliothèque de l'École des Chartes.
Charles de Robillard de Beaurepaire pasó toda su carrera en Ruan. Abandonó la École des Chartes en febrero de 1851, fue nombrado, al mes siguiente, archivero departamental de Sena Inferior, el 31 de marzo, donde permaneció activo hasta 1905.

### Trayectoria profesional
Durante más de medio siglo, Beaurepaire produjo sin cesar obras de erudición en varios volúmenes y cientos de artículos, cuya lista se puede encontrar en el Directorio bibliográfico de sus obras escrito en 1901, con motivo del cincuentenario de su nombramiento. a los archivos de Sena Marítimo. Entre los principales escritos que colocaron a Beaurepaire entre los mejores estudiosos de su tiempo, encontramos varios volúmenes de los Inventaires des archives du département de la Seine-Inférieure et de la ville de Rouen ; des Notes sur l’état des campagnes en Normandie pendant les trois derniers siècles de l’ancien régime, que prosiguen el trabajo en esta materia de Léopold Delisle; La Vicomté de l’Eau et ses coutumes à Rouen aux XIIIe et XIVe siècles; des Recherches sur le procès, la condamnation et le supplice de Jeanne d’Arc; las Recherches sur l’Instruction publique dans le diocèse de Rouen avant 1789; les États de Normandie sous la domination anglaise et une longue série d’études sur la même époque; ediciones de textos inéditos acompañadas de comentarios interesantes, etc.
Charles de Beaurepaire publicó más de quinientos trabajos. Ruan, su ciudad de adopción, y por extensión toda la región de Normandía, fue el principal objeto de su investigación. «Podemos decir que no hay un punto de la historia, ningún personaje, ningún municipio, ningún monumento del departamento del Sena Marítimo que no haya captado la atención de este prolífico investigador y no haya sido objeto de una nota, aviso o comentario de cualquier tipo. También el nombre de Charles de Beaurepaire ha aparecido en todas las obras científicas y en todas las publicaciones arqueológicas: no hay investigador que no haya tenido que citarlo, ningún escritor normando que no haya tenido que recurrir a sus obras y a su opinión sobre cualquier tema.»
Beaurepaire también fue miembro fundador de la Sociedad de Bibliófilos Normandos y de la Sociedad de Historia de Normandía. La Academia Ciencias, Bellas Letras y Artes de Ruan lo admitió en sus filas en 1853. Ascendido al rango de caballero de la Legión de Honor en 1868, oficial de educación pública, comendador de la Orden de San Gregorio Magno, fue nombrado corresponsal del Instituto de Francia en 1871.

## Familia
Charles de Robillard de Beaurepaire se casó con Blanche Letaillandier en Ruan el 23 avril 1862, hija de Auguste Letaillandier, director de seguros en Ruan, y de Marie-Caroline Baudry. Tuvo tres hijos de ella:
- Georges de Robillard de Beaurepaire, doctor en derecho, abogado en Ruan, presidente del colegio de abogados (1863-1941);
- Charles de Robillard de Beaurepaire (1865-1948);
- Joseph de Robillard de Beaurepaire (1870-1948).

## Premios y reconocimiento
- Caballero de la Legión de Honor, por decreto del 14 de abril de 1898.[4]
- Oficial de Instrucción Pública.
- Comendador de la Orden de San Gregorio Magno.

## Obras
- Cahiers des États de Normandie de février 1655 suivi des remontrances présentées au roi par les députés des états en décembre 1657 (Partie complémentaire) sous les règnes de Louis XIII et de Louis XIV, Rouen, s.n., 1878.
- Cahiers des États de Normandie sous le règne de Charles IX: documents relatifs à ces assemblées, Rouen, A. Lestringant, 1891.
- Cahiers des États de Normandie sous le règne de Henri III: documents relatifs à ces assemblées, Rouen, C. Métérie, 1887-1888.
- Cahiers des États de Normandie sous le règne de Henri IV: documents relatifs à ces assemblées, Rouen, C. Métérie, 1880-1882.
- Cahiers des États de Normandie sous les règnes de Louis XIII et de Louis XIV: documents relatifs à ces assemblées, Rouen, C. Métérie, 1876-1878.
- Chronique normande de Pierre Cochon, notaire apostolique à Rouen, Rouen, A. Le Brument, 1870.
- De la vicomté de l’Eau de Rouen et de ses coutumes au XIIIe et au XIVe siècle, Évreux, 1856.
- Dictionnaire topographique du département de Seine-Maritime: comprenant les noms de lieux anciens et modernes revu, complété, refondu par Dom Jean Laporte, OSB, Paris, Bibliothèque nationale, 1982-1984.
- Entrée à Rouen du roi Henri IV en 1596, Rouen, Espérance Cagniard, 1887.
- Entrée de Charles VIII à Rouen en 1485 : reproduction fac-similé d’un imprimé du temps, avec introduction et annexes, Rouen, Léon Gy, 1902.
- Inventaire du mobilier du château de Chailloué de l’année MCCCCXVI, publié d’après un manuscrit du temps, Rouen, Henry Boissel, 1866.
- Inventaire-sommaire des Archives départementales antérieures à 1790, Seine-Inférieure : Archives civiles, Série C (Nos. 2215-2969)-Série D (Nos. 547-564), Rouen, Lecerf Fils, 1903.
- Inventaire-sommaire des Archives départementales antérieures à 1790, Seine-Inférieure. Archives ecclésiastiques, Paris, P. Dupont, 1868-1912-3.
- L’entrée de François Ier, roi de France dans la ville de Rouen au mois d’août 1517 : réimprimé d’après deux opuscules rarissimes de l’époque et précédée d’un introduction, Rouen, Henry Boissel, 1867.
- Les États de Normandie sous la domination anglaise, Évreux, P. Huet, 1859.
- Les Œuvres du sieur Élis de Falaise, Rouen, Léon Gy, 1907.
- Les Premiers Exercices poétiques de Jean de Vitel, Rouen, Léon Gy, 1904.
- Les Puys de palinod de Rouen et de Caen, ouvrage posthume, Caen, H. Delesques, 1907.
- Les Tavernes de Rouen au XVIe siècle, Rouen, Henry Boissel, 1867.
- Mémoire sur le lieu du supplice de Jeanne d’Arc, accompagné d’un plan de la place du Vieux-marché de Rouen, d’après le Livre des fontaines de 1525 et de la reproduction de la gravure d’Israël Silvestre, représentant l’ancienne fontaine de la Pucelle, Rouen, A. Lebrument, 1867.
- Notes et documents concernant l’état des campagnes de la Haute Normandie dans les derniers temps du Moyen Âge, Évreux, P. Huet, 1865.
- Recherches sur le procès de condamnation de Jeanne d’Arc, Rouen, A. Le Brument, 1869.
- Recherches sur les établissements d’instruction publique et la population dans l’ancien diocèse de Rouen, Caen, A. Hardel, 1863.
- Recherches sur l’instruction publique dans le diocèse de Rouen avant 1789, Évreux, P. Huet, 1872.
- Répertoire bibliographique des travaux de M. Charles de Robillard de Beaurepaire : 1850-1900, Rouen, Cagniard, 1901.
- Séjour de Henri III à Rouen aux mois de juin et de juillet 1588 recueil d’opuscules rares et de documents inédits, Rouen, Henry Boissel, 1870.